# Alphabet Fuhrparkmanagement
Die Alphabet Fuhrparkmanagement GmbH ist der Fuhrparkdienstleister für Leasing und Fuhrparkmanagement der BMW Group. Alphabet ist spezialisiert auf Kfz-Leasing und -finanzierung sowie Flottenmanagement. Außerdem entwickelt die BMW-Tochter Lösungen für die Mitarbeitermobilität, wie etwa in den Bereichen Corporate Carsharing, Elektromobilität und deren Verknüpfung zum E-Carsharing. Alphabet Fuhrparkmanagement ist Mitglied im Bundesverband Deutscher Leasing-Unternehmen.

## Geschichte
Das Unternehmen wurde 1997 in Großbritannien gegründet und ist heute in Australien, Belgien, China, Dänemark, Deutschland, Frankreich, Großbritannien, Italien, Luxemburg, Neuseeland, den Niederlanden, Polen, Österreich, Schweden, der Schweiz und Spanien vertreten. Darüber hinaus bestehen Kooperationen in Rumänien, Tschechien, Slowakei und Ungarn. Die deutsche Niederlassung wurde 1998 gegründet und hat ihren Hauptsitz in München. Weitere Geschäftsstellen gibt es in Berlin, Düsseldorf, Frankfurt/Main, Hamburg, Hannover und Stuttgart.
Im Dezember 2006 wurden die Firmen LHS Leasing- und Handelsgesellschaft mbH und DSL Fleetservices GmbH, beide mit Sitz in Stuttgart, übernommen. Zum 1. Januar 2009 wurden die Alphabet Fuhrparkmanagement GmbH und die LHS Leasing- und Handelsgesellschaft mbH verschmolzen. Die DSL Fleetservices GmbH firmiert seit April 2009 unter dem neuen Namen Fleetlevel+. Die Alphabet-Tochter hat insbesondere Flotten mit Nutz- und Sonderfahrzeugen technisch betreut und verwaltet. Im Juli 2013 wurde Fleetlevel+ und dementsprechend das Geschäftsfeld Fuhrparkverwaltung von Alphabet abgespalten und schließlich an die ARI Investment Holding, LLC verkauft.
Im Jahr 2011 erwarb Alphabet für 637 Mio. € ING Car Lease, eine Tochtergesellschaft der ING Groep, und baute damit das Leasing- und Flottenmanagementgeschäft um 240.000 Fahrzeuge aus. Auf den Zusammenschluss wird mit dem orangefarbenen Ribbon im Alphabet-Logo Bezug genommen.

## Unternehmen
Das Unternehmen bietet Dienstleistungen rund um das Thema Firmenwagen an – von Beratung über Kfz-Finanzierung und Leasing bis hin zu Full-Service-Angeboten. Obwohl der Fuhrparkdienstleister zur BMW-Group gehört, tritt Alphabet als Mehrmarken-Unternehmen auf und stellt den Kunden Fahrzeuge verschiedener Hersteller zur Verfügung.
Insgesamt betreut Alphabet derzeit rund 700.000 Flottenfahrzeuge und leichte Nutzfahrzeuge in 31 Ländern, über 161.000 davon allein in Deutschland. Damit zählt das Unternehmen nach eigenen Angaben zu den größten Anbietern von Leasing- und Fuhrparkmanagement-Services.

## Geschäftsfelder
Finanzmanagement
Finanzleasing, Full-Service-Leasing, Motivationsleasing, Internationales Leasing
Fuhrpark- und Flottenmanagement
Fahrertraining, Fahrzeugrückgabe, Führerscheinkontrolle, Online-Konfigurator, Online-Reporting, Reifenservice, Schadenmanagement, Treibstoffmanagement, Versicherungsmanagement, Werkstattservice
Neue Business-Mobility-Services
Corporate Carsharing, Elektromobilität für Fuhrparks, Service-Apps, Ersatz- und Mietwagenservices.